# Département (közigazgatás)
A département egy több országban használt közigazgatási rendszer területi egysége. Mint területi egységet először a francia forradalom alatt használták a forradalmi kormányok. A korábbi megyerendszert váltotta fel, melyben minden megyének külön történelmi jelentősége volt. A „département”-ok folyókról, hegyekről kapták nevüket, területileg hasonló méretűek voltak, így csökkentve egyediségüket. A cél a területileg oszthatatlan francia nemzetállam hangsúlyozása volt. A département más kontextusokban az egységes szervezetnek alárendelt adminisztratív felosztását jelenti.
A département által beosztott állam ellentéte a föderatív berendezés, melyet több állam vagy régió alkot (mely helyi önkormányzatra utal).

## A département-rendszert használó országok
| - Argentína - Benin - Bolívia - Burkina Faso - Kamerun - Kolumbia - Kongói Köztársaság | - Elefántcsontpart - Salvador - Franciaország - Gabon - Guatemala - Haiti - Honduras | - Nicaragua - Niger - Paraguay - Szenegál - Uruguay - Alaszka, Amerikai Egyesült Államok |